# Lista över fornlämningar i Ronneby kommun
Lista över fornlämningar i Ronneby kommun är en förteckning av ett urval av de fornlämningar som finns i Ronneby kommun.

## Backaryd
| Namn          | Lämningstyp                 | Tillkomsttid | Historisk indelning | Plats | Läge                 | ID-nr          | Bild                                 |
| ------------- | --------------------------- | ------------ | ------------------- | ----- | -------------------- | -------------- | ------------------------------------ |
| Backaryd 20:1 | Grav markerad av sten/block |              | Backaryd, Blekinge  |       | 56.378537, 15.123753 | 10098700200001 | Ladda upp en bild av detta fornminne |
| Backaryd 212  | Lägenhetsbebyggelse         |              | Backaryd, Blekinge  |       | 56.388519, 15.184639 | 12000000099860 | Ladda upp en bild av detta fornminne |

## Bräkne-Hoby
Se Lista över fornlämningar i Ronneby kommun (Bräkne-Hoby)

## Edestad
Se Lista över fornlämningar i Ronneby kommun (Edestad)

## Eringsboda
Se Lista över fornlämningar i Ronneby kommun (Eringsboda)

## Förkärla
Se Lista över fornlämningar i Ronneby kommun (Förkärla)

## Hjortsberga
Se Lista över fornlämningar i Ronneby kommun (Hjortsberga)

## Listerby
Se Lista över fornlämningar i Ronneby kommun (Listerby)

## Ronneby
Se Lista över fornlämningar i Ronneby kommun (Ronneby)